# Bosnische dinar
De Bosnische dinar was tussen 1992 en 1998 de munteenheid van Bosnië en Herzegovina.

## Geschiedenis
Bosnië en Herzegovina verklaarde zich in maart 1992 onafhankelijk van Joegoslavië. De eerste Bosnische dinar werd uitgegeven in juli 1992, ter vervanging van de 1990-versie van de Joegoslavische dinar met een koers van 1 Bosnische dinar = 10 Joegoslavische "1990 dinar". Bijgevolg stond de Bosnische dinar op één lijn met de 1992-versie van de Joegoslavische dinar toen deze werd geïntroduceerd.
De eerste uitgiften waren overzegels op Joegoslavische bankbiljetten. Na te lijden te hebben gehad onder hoge inflatie, werd in 1994 een tweede dinar geïntroduceerd, ter vervanging van de eerste met een snelheid van 1 "nieuwe" dinar = 10.000 "oude" dinar. De circulatie van beide dinars was beperkt tot de gebieden onder Bosnische controle. De Kroatische gebieden gebruikten de Kroatische dinar en Kroatische kuna, terwijl de Servische gebieden de Republika Srpska dinar gebruikten.
Samen met de Kroatische dinar en de Joegoslavische dinar was de dinar van Bosnië en Herzegovina onstabiel.
De converteerbare mark verving de dinar in 1998. Zoals de naam al aangaf, was de mark converteerbaar in de Duitse mark totdat deze werd vervangen door de euro.